# Hälsingland
Hälsingland je pokrajina u Švedskoj koja ima 133 540 stanovnika. Najveći su gradovi Hudiksvall, Söderhamn, Ljusdal i Bollnäs. Najveća se rijeka u Hälsinglandu zove Ljusnan. 

## Galerija slika
- Crkva u Harmångeru
- Gröntjärn izvor
- Silerboån rječica
- Crkveni toranj u Ljusdalu
- Näsviken iz zraka
- Crkva u Söderhamnu
- Ljusnan rijeka
- Crkva u Hudiksvallu